# شبح اپرا (موزیکال)
شبح اپرا (به انگلیسی: The Phantom of the Opera) یک تئاتر موزیکال از اندرو لوید وبر، که بر اساس رمانی فرانسوی به نام شبح اپرا (Le Fantôme de l'Opéra) از گاستون لورو ساخته شده‌است.
آهنگسازی ترانه‌های این موزیکال از لوید وبر، ترانه‌سرایی آن با چارلز هرت و ریچارد استیلگو بوده‌است.
شبح اپرا در تئاتر وست اند در سال ۱۹۸۶ روی صحنه رفت و در تئاتر برادوی در سال ۱۹۸۸. این موزیکال برنده جایزه الیور در سال ۱۹۸۶ و جایزه تونی در سال ۱۹۸۸ برای بهترین موزیکال شده‌است و بازیگر نقش اصلی آن مایکل کرافورد در همان سال‌ها برنده جایزه بهترین اجرای بازیگر مرد در موزیکال گردید. همچنین شبح اپرا طولانی‌ترین زمان روی صحنه بودن را در برادوی داشته‌است (در ۱۱ فوریه ۲۰۱۲ ده هزارمین اجرای آن در برادوی جشن گرفته شد) همچنین طولانی‌ترین اجرا در موزیکال‌های وست اند بوده‌است.
فروش مجموع اجراهای آن در سراسر جهان ۵٫۱ میلیارد دلار آمریکا (۳٫۵ میلیارد پوند استرلینگ) بوده‌است،که فروش اجراهای برادوی آن فقط ۸۴۵ میلیون دلار آمریکاست، شبح اپرا پرفروش‌ترین تئاتر در کل تاریخ بوده‌است.

## بازیگران
بازیگران اصلی اجرای شبح اپرا:
| شخصیت        | وست اند                  | برادوی                     | لاس وگاس                    |
| ------------ | ------------------------ | -------------------------- | --------------------------- |
| اریک         | مایکل کرافورد            | مایکل کرافورد              | برنت برت / آنتونی کریولو‡   |
| کریستین دائه | سارا برایتمن / کلیر مور† | سارا برایتمن / پتی کوهنور† | سیرا بوگس / الیزابت لیکانو‡ |
| رائول        | استیو بارتون             | استیو بارتون               | تیم مارتین گلسون            |

† نقش کریستین دائه دو بازیگری بود. بازیگر دوم دو روز در هفته بازی می‌کرد.
‡ سه نقش در اجرای لاس وگاس دو بازیگری بودند.اجرای لاس وگاس اکنون همان بازیگران برادوی است تک‌بازیگره برای همه نقش‌ها به جز کریستین.
بازیگران جایگزین در وست اند
- شبح – رامین کریملو
- کریستین – کلیر مور
- رائول – جان بارومن، رامین کریملو